# Natsuhiko Kyōgoku
Pour les articles homonymes, voir Kyogoku (homonymie).
Natsuhiko Kyogoku (京極 夏彦, Kyōgoku Natsuhiko), né le 26 mars 1963, est un auteur japonais de romans policiers, membre du bureau d'Ōsawa. Trois de ses romans ont été adaptés au cinéma; Mōryō no Hako (en), couronné du 49e prix des auteurs japonais de romans policiers, également adapté en série télévisée anime, ainsi que Kosetsu Hyaku monogatari et son Loups-Garous, adapté en long métrage anime. La maison Vertical a publié son premier roman sous le titre Summer of the Ubume.